# ۱۳۹۱ (میلادی)
۱۳۹۱ (میلادی) هزار و سیصد و نود و یکمین سال تقویم میلادی است.

## رویدادها
- ژان پنجم پالایولوگوس، امپراتور وقت بیزانس به سبب فشار عصبی ناشی از تحقیر مداوم توسط ترکان عثمانی می‌میرد و پسرش مانوئل دوم جانشین او می‌شود.

## درگذشتگان
- ۱۶ فوریه - ژان پنجم، امپراتور بیزانس

‎